# Tančírna (film)
Tančírna (francouzsky Le Bal, italsky Ballando ballando) je francouzsko-italsko-alžírský hraný film z roku 1983, který režíroval Ettore Scola. Ve filmu nejsou žádné dialogy; děj se odehrává pouze v prostoru tančírny v průběhu několika desetiletí.

## Děj
Celý děj se odehrává v polopodzemním tanečním sále v Paříži. Skládá se z rámcového vyprávění zasazeného do současnosti a sedmi flashbacků, z nichž každý zachycuje období 20. století. Každý flashback končí momentkou, která vede (jako fotografie nad barem) k dalšímu flashbacku. Hrají vždy stejní herci/tanečníci, kteří ztvárňují různé postavy.
1983
Do ještě zavřené restaurace vchází starý číšník a provádí nezbytné přípravy. Na pódium postupně vstupuje devět žen za doprovodu skladby J'attendrai, společně pak jedenáct mužů při písni What Now My Love. Kapela začíná hrát a společnost tančí. Zatímco číšník nalévá kávu, začíná první flashback:
1936
Lidová fronta vyhrála volby a její příznivci slaví. Zatímco společnost tančí valse musette, do baru vstupuje vychloubačný boháč se svou svátečně oblečenou manželkou. Žena se nechá políbit tanečníkem (oblečený jako Jean Gabin v Pépé le Moko); její manžel se nejprve pokusí užít kokain a později spáchat sebevraždu. Tanečník ho zastaví a pár opustí bar. Poté do baru vchází zástupce politické pravice, proti čemuž tanečníci protestují.
1940
Probíhá bitva o Francii. Během náletu hledá několik lidí útočiště v restauraci. Když zazní konec náletu, většina z nich se vrátí ven; jen mladý pár jí talíř špaget.
1944
Taneční společnost se skládá téměř výhradně z žen, které vzpomínají na své muže na frontě. Jedna utápí své smutky v alkoholu. Zatímco rádio hraje We Gonna Hang Out the Washing on the Siegfried Line (ve francouzské verzi), do baru vstupuje francouzský kolaborant a důstojník Wehrmachtu. Rychle přepnou na německý kanál s písní Lili Marleen. Spolupracovník, který nemůže najít pro důstojníka partnerku, s ním nakonec sám tančí. Náhle se rozezní zvony míru a důstojník prchá. Druhá světová válka ve Francii právě skončila.
1945
Společnost slaví konec války s muži, kteří se vrátili domů. Bývalý kolaborant je obklopen davem, takže nemůže uniknout. Scéna náhle znovu zvážní, když se objeví jednonohý invalida, ale i on se přidá k tanečníkům.
1946
Do Paříže proniká americká kultura. Zatímco hraje hit Glenna Millera In the Mood, číšník zkouší novou Coca-Colu a společnost zkouší nový tanec swing. Bývalý kolaborant přivede do baru dva GI; jeden má trubku a hraje La vie en rose. Kolaborant tajně prodává zboží na černém trhu tanečníkům.
1956
Zatímco hraje mexické combo, společnost nejprve tančí sambu a poté tango. Do baru vstupuje skupina chuligánů a tančí rock and roll. V Africe zuří alžírská válka; statný Francouz vezme alžírského tanečníka na záchod, kde ho zbije. Komisař, který se pak objeví (připomíná Jeana Gabina jako komisaře Maigreta), omylem zatkne krvácejícího Severoafričana.
1968
Během studentských nepokojů, po pouliční rvačce, demonstranti prchají do neosvětleného tanečního sálu, kde tančí na Michelle od Beatles.
1983
Návrat do současnosti. Společnost přestává tančit; postupně jeden po druhém opouštějí tančírnu. Číšník probudí krátkozrakou dámu, která si myslí, že je konečně požádána o tanec. Uvědomí si svou chybu a jde také domů. Film končí s vypnutými světly.

## Obsazení
| Étienne Guichard        | mladý profesor    |
| Régis Bouquet           | majitel tančírny  |
| Francesco De Rosa       | mladý číšník      |
| Arnault LeCarpentier    | student           |
| Liliane Delval          | studentka         |
| Danielle Rochard        | dívka             |
| Nani Noël               | šťastná dívka     |
| Aziz Arbia              | alžírský tanečník |
| Marc Berman             | hudebník          |
| Geneviève Rey-Penchenat | hudebnice         |
| Michel van Speybroeck   | krásný tanečník   |
| Rossana Di Lorenzo      | dáma na večer     |
| Michel Toty             | dělník            |
| Raymonde Heudeline      | dělnice           |

## Ocenění
- Oscar: nominace v kategorii nejlepší cizojazyčný film
- César: ocenění v kategoriích nejlepší film (společně s Našim láskám), nejlepší režie a nejlepší filmová hudba; nominace v kategorii nejlepší kamera
- Berlinale: Stříbrný medvěd za nejlepší režii (Ettore Scola)